# (5903) 1989 AN1
(5903) 1989 AN1 (1989 AN1, 1976 GD6, 1980 BW5) — астероїд головного поясу, відкритий 6 січня 1989 року.
Тіссеранів параметр щодо Юпітера — 3,342.